# Walter Steiner
Walter Steiner (n. 15 februarie 1951, Wildhaus, Obertoggenburg District⁠(d), Cantonul St. Gallen, Elveția) este un săritor cu schiurile ce a reprezentat Elveția, medaliat olimpic. A participat la o ediție a Jocurilor Olimpice (1972) în care a câștigat o medalie de argint.

## Participări
Lista de mai jos prezintă principalele competiții la care a participat Walter Steiner de-a lungul carierei.
- ski jumping at the 1972 Winter Olympics – large hill individual[*]